# Alija Bešić
Alija Bešić (Zavidovići, 30 marzo 1975) è un ex calciatore bosniaco naturalizzato lussemburghese.